# Скокови у воду на Летњим олимпијским играма 2016 — даска 3 м за мушкарце
Такмичење у скоковима у воду у дисциплини скокови са даске за мушкарце на Летњим олимпијским играма 2016. у Рио де Жанеиру одржано је 15. и 16. августа на базену Центра за водене спортове Марија Ленк смештеном у четврти Бара да Тижука.
На такмичењу је учествовало 29 скакача из 20 земаља, а такмичење се одржало у три етапе. Првог дана скакане су квалификације у којима је сваки скакач извео по 6 скокова, а пласман у полуфинале остварило је 18 скакача са најбољим резултатима. У полуфиналу које је одржано у преподневном термину 16. августа скакало се нових 6 серија, а пласман у финале остварило је првих 12 такмичара. Финале је одржано 16. августа, а победници су одлучени након нових шест серија скокова.  
Златну медаљу убедљиво је освојио кинески скакач Цао Јуен са збирном оценом у финалу од 547,60 бодова. Сребрно је припало репрезентативцу Велике Британије Џеку Лоу са оценом 523,85 поена (Лоу је то после злата у синхронизованим скоковима са даске била друга олимпијска медаља у Рију), док је бронзу освојио Немац Патрик Хаусдинг са збирном оценом од 498,90 поена.

## Освајачи медаља
|                | Резултат |              | Резултат |                       | Резултат |
|                |          |              |          |                       |          |
| Цао Јуен (CHN) | 547,60   | Џек Ло (GBR) | 523,85   | Патрик Хаусдинг (GER) | 498,90   |

## Резултати
| Плас. | Скакачица                | Квалификације | Квалификације | Полуфинале       | Полуфинале       | Финале                  | Финале                  | Финале                  | Финале                  | Финале                  | Финале                  | Финале                  | Финале                  |
| Плас. | Скакачица                | Бод.          | Плас.         | Бод.             | Плас.            | Скок 1                  | Скок 2                  | Скок 3                  | Скок 4                  | Скок 5                  | Скок 6                  | ∑                       | Плас.                   |
| ----- | ------------------------ | ------------- | ------------- | ---------------- | ---------------- | ----------------------- | ----------------------- | ----------------------- | ----------------------- | ----------------------- | ----------------------- | ----------------------- | ----------------------- |
| 1.    | Цао Јуен (CHN)           | 498,70        | 1.            | 489,10           | 1.               | 85,00                   | 94,50                   | 94,50                   | 90,00                   | 86,70                   | 96,90                   | 547,60                  |                         |
| 2.    | Џек Ло (GBR)             | 439,95        | 7.            | 389,40           | 12.              | 81,60                   | 91,00                   | 90,10                   | 76,05                   | 96,90                   | 88,20                   | 523,85                  |                         |
| 3.    | Патрик Хаусдинг (GER)    | 440,00        | 6.            | 413,50           | 10.              | 63,00                   | 89,25                   | 79,55                   | 83,30                   | 98,80                   | 85,00                   | 498,90                  |                         |
| 4.    | Јевгениј Кузњецов (RUS)  | 449,90        | 4.            | 468,35           | 3.               | 81,60                   | 76,50                   | 68,25                   | 90,00                   | 70,00                   | 95,00                   | 481,35                  | 4.                      |
| 5.    | Кристијан Ипсен (USA)    | 461,35        | 3.            | 437,70           | 7.               | 72,00                   | 75,00                   | 72,85                   | 89,25                   | 77,00                   | 89,70                   | 475,80                  | 5.                      |
| 6.    | Иља Кваша (UKR)          | 398,20        | 15.           | 430,05           | 8.               | 74,10                   | 79,05                   | 82,25                   | 93,10                   | 66,00                   | 83,30                   | 475,10                  | 6.                      |
| 7.    | Ромел Пачеко (MEX)       | 488,25        | 2.            | 469,70           | 2.               | 45,90                   | 58,50                   | 86,70                   | 79,20                   | 84,00                   | 96,90                   | 451,20                  | 7.                      |
| 8.    | Оливер Дингли (IRL)      | 399,80        | 13.           | 414,25           | 9.               | 74,40                   | 81,60                   | 76,50                   | 69,00                   | 61,50                   | 79,90                   | 442,90                  | 8.                      |
| 9.    | Сезар Кастро (BRA)       | 398,85        | 14.           | 442,45           | 6.               | 72,00                   | 77,50                   | 76,50                   | 70,50                   | 63,00                   | 76,50                   | 436,00                  | 9.                      |
| 10.   | Мајкл Хиксон (USA)       | 421,60        | 10.           | 467,25           | 4.               | 60,00                   | 81,60                   | 85,75                   | 77,00                   | 62,70                   | 64,60                   | 431,65                  | 10.                     |
| 11.   | Филип Гање (CAN)         | 400,75        | 12.           | 445,40           | 5.               | 72,00                   | 63,55                   | 73,10                   | 71,40                   | 64,75                   | 80,50                   | 425,30                  | 11.                     |
| 12.   | Себастијан Моралес (COL) | 447,05        | 5.            | 406,55           | 11.              | 65,10                   | 76,50                   | 42,00                   | 34,20                   | 70,20                   | 76,50                   | 364,50                  | 12.                     |
| 13.   | Микеле Бенедети (ITA)    | 390,85        | 17.           | 387,30           | 13.              | Прва резерва за финале  | Прва резерва за финале  | Прва резерва за финале  | Прва резерва за финале  | Прва резерва за финале  | Прва резерва за финале  | Прва резерва за финале  | Прва резерва за финале  |
| 14.   | Јона Најт Виздом (JAM)   | 416,55        | 11.           | 381,40           | 14.              | Друга резерва за финале | Друга резерва за финале | Друга резерва за финале | Друга резерва за финале | Друга резерва за финале | Друга резерва за финале | Друга резерва за финале | Друга резерва за финале |
| 15.   | Грант Нел (AUS)          | 395,05        | 16.           | 368,35           | 15.              | Није се пласирао        | Није се пласирао        | Није се пласирао        | Није се пласирао        | Није се пласирао        | Није се пласирао        | Није се пласирао        | Није се пласирао        |
| 16.   | Родриго Дијего (MEX)     | 430,70        | 8.            | 356,05           | 16.              | Није се пласирао        | Није се пласирао        | Није се пласирао        | Није се пласирао        | Није се пласирао        | Није се пласирао        | Није се пласирао        | Није се пласирао        |
| 17.   | Стефан Фек (GER)         | 423,50        | 9.            | 354,20           | 17.              | Није се пласирао        | Није се пласирао        | Није се пласирао        | Није се пласирао        | Није се пласирао        | Није се пласирао        | Није се пласирао        | Није се пласирао        |
| 18.   | Иља Захаров (RUS)        | 389,90        | 18.           | 345,60           | 18.              | Није се пласирао        | Није се пласирао        | Није се пласирао        | Није се пласирао        | Није се пласирао        | Није се пласирао        | Није се пласирао        | Није се пласирао        |
| 19.   | Фреди Вудвард (GBR)      | 388,15        | 19.           | Није се пласирао | Није се пласирао | Није се пласирао        | Није се пласирао        | Није се пласирао        | Није се пласирао        | Није се пласирао        | Није се пласирао        | Није се пласирао        | Није се пласирао        |
| 20.   | Кен Тераучи (JPN)        | 380,85        | 20.           | Није се пласирао | Није се пласирао | Није се пласирао        | Није се пласирао        | Није се пласирао        | Није се пласирао        | Није се пласирао        | Није се пласирао        | Није се пласирао        | Није се пласирао        |
| 21.   | Хе Чао (CHN)             | 380,35        | 21.           | Није се пласирао | Није се пласирао | Није се пласирао        | Није се пласирао        | Није се пласирао        | Није се пласирао        | Није се пласирао        | Није се пласирао        | Није се пласирао        | Није се пласирао        |
| 22.   | Шо Сакај (JPN)           | 373,70        | 22.           | Није се пласирао | Није се пласирао | Није се пласирао        | Није се пласирао        | Није се пласирао        | Није се пласирао        | Није се пласирао        | Није се пласирао        | Није се пласирао        | Није се пласирао        |
| 23.   | Матје Росе (FRA)         | 373,40        | 23.           | Није се пласирао | Није се пласирао | Није се пласирао        | Није се пласирао        | Није се пласирао        | Није се пласирао        | Није се пласирао        | Није се пласирао        | Није се пласирао        | Није се пласирао        |
| 24.   | Ву Харам (KOR)           | 364,10        | 24.           | Није се пласирао | Није се пласирао | Није се пласирао        | Није се пласирао        | Није се пласирао        | Није се пласирао        | Није се пласирао        | Није се пласирао        | Није се пласирао        | Није се пласирао        |
| 25.   | Јусеф Селим (EGY)        | 360,95        | 25.           | Није се пласирао | Није се пласирао | Није се пласирао        | Није се пласирао        | Није се пласирао        | Није се пласирао        | Није се пласирао        | Није се пласирао        | Није се пласирао        | Није се пласирао        |
| 26.   | Кевин Чавез (AUS)        | 356,55        | 26.           | Није се пласирао | Није се пласирао | Није се пласирао        | Није се пласирао        | Није се пласирао        | Није се пласирао        | Није се пласирао        | Није се пласирао        | Није се пласирао        | Није се пласирао        |
| 27.   | Константин Блаха (AUT)   | 351,95        | 27.           | Није се пласирао | Није се пласирао | Није се пласирао        | Није се пласирао        | Није се пласирао        | Није се пласирао        | Није се пласирао        | Није се пласирао        | Није се пласирао        | Није се пласирао        |
| 28.   | Андреа Кјарабини (ITA)   | 350,40        | 28.           | Није се пласирао | Није се пласирао | Није се пласирао        | Није се пласирао        | Није се пласирао        | Није се пласирао        | Није се пласирао        | Није се пласирао        | Није се пласирао        | Није се пласирао        |
| 29.   | Ахмед Амсјар Азман (MAS) | 341,70        | 29.           | Није се пласирао | Није се пласирао | Није се пласирао        | Није се пласирао        | Није се пласирао        | Није се пласирао        | Није се пласирао        | Није се пласирао        | Није се пласирао        | Није се пласирао        |